# Sercus
Sercus (prononcé [sɛʁky] ; Zerkel en néerlandais) est une commune française, située dans le département du Nord (59) en région Hauts-de-France.
Les habitants de la commune s'appellent les Sercussois.

## Géographie

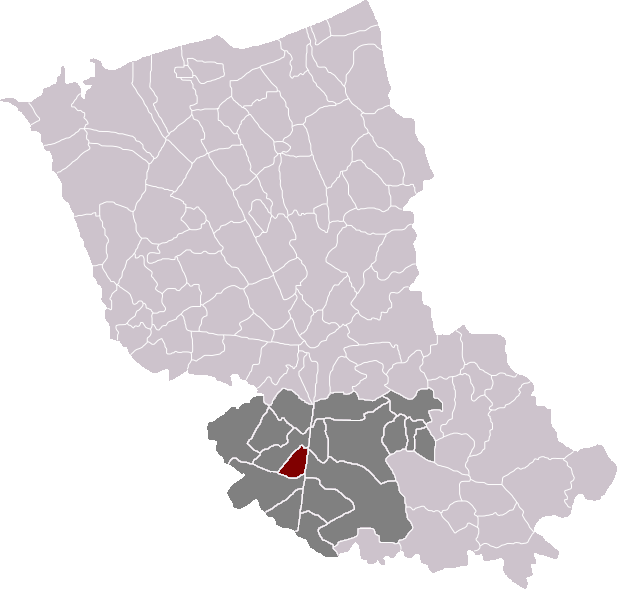
Sercus dans son canton et son arrondissement

### Communes limitrophes
| Ebblinghem | Wallon-Cappel           | Hazebrouck |
| Lynde      | Sercus                  |            |
| Blaringhem | Boëseghem - Steenbecque | Morbecque  |

### Hydrographie

#### Réseau hydrographique
La commune est située dans le bassin Artois-Picardie. Elle est drainée par la Steen Becque et le ruisseau du Bruimier,,.
La Steen Becque, d'une longueur de 10 km, prend sa source dans la commune  et se jette  dans le canal de la Nieppe à Morbecque, après avoir traversé trois communes. 

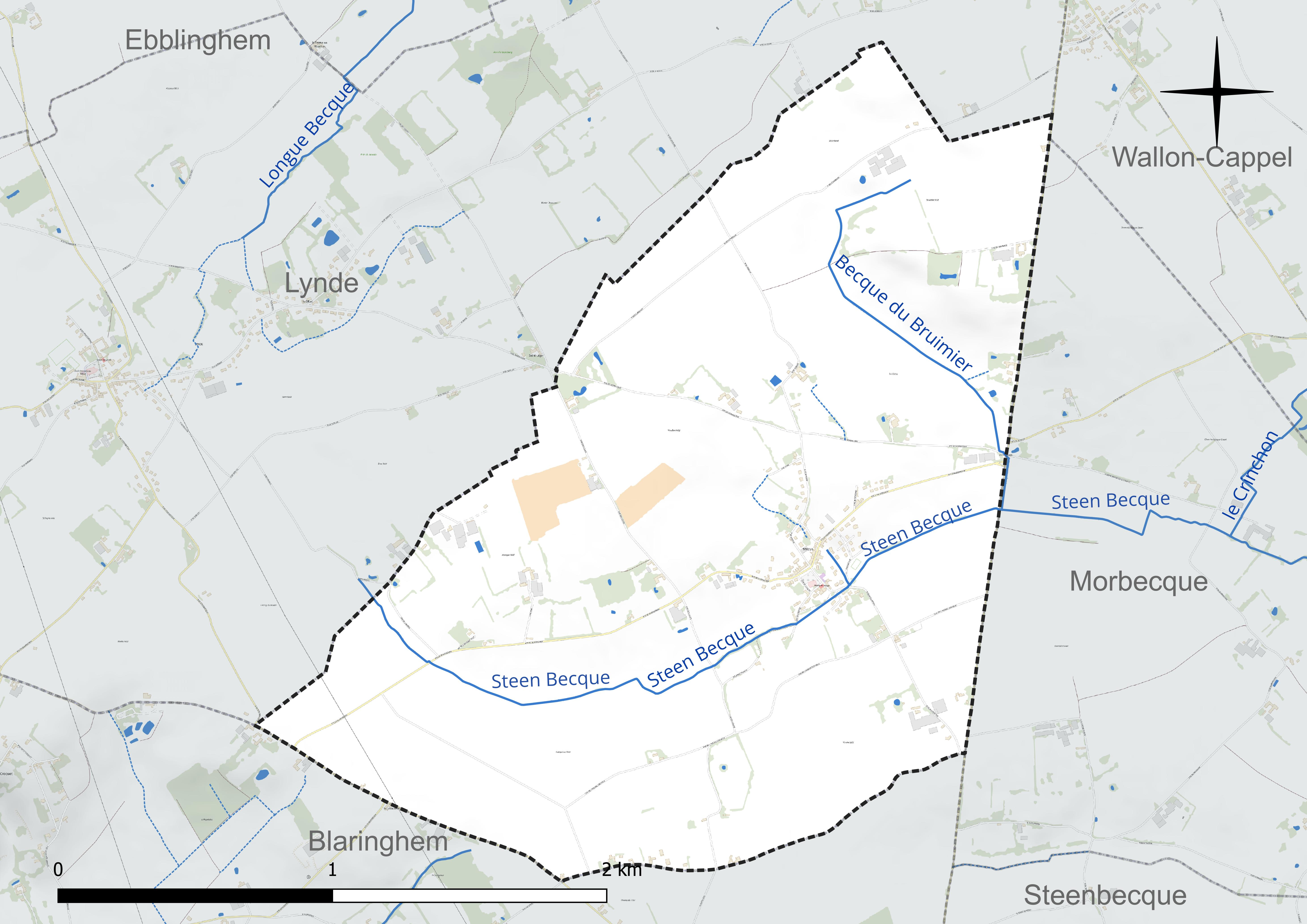
Réseau hydrographique de Sercus.

#### Gestion et qualité des eaux
Le territoire communal est couvert par le schéma d'aménagement et de gestion des eaux (SAGE) « Lys ». Ce document de planification concerne un territoire de 1 835 km2 de superficie, délimité par le bassin versant de la Lys. Le périmètre a été arrêté le 29 mai 1995 et le SAGE proprement dit a été approuvé le 6 août 2010, puis révisé le 20 septembre 2019. La structure porteuse de l'élaboration et de la mise en œuvre est le syndicat mixte pour l'élaboration du SAGE de la Lys (SYMSAGEL). 
La qualité des cours d'eau peut être consultée sur un site dédié géré par les agences de l'eau et l'Agence française pour la biodiversité. 

### Climat
Pour des articles plus généraux, voir Climat des Hauts-de-France et Climat du Nord.
En 2010, le climat de la commune est de type climat océanique altéré, selon une étude du CNRS s'appuyant sur une série de données couvrant la période 1971-2000. En 2020, Météo-France publie une typologie des climats de la France métropolitaine dans laquelle la commune est exposée à un climat océanique et est dans la région climatique  Côtes de la Manche orientale, caractérisée par un faible ensoleillement (1 550 h/an) ; forte humidité de l'air (plus de 20 h/jour avec humidité relative > 80 % en hiver), vents forts fréquents.
Pour la période 1971-2000, la température annuelle moyenne est de 10,5 °C, avec une amplitude thermique annuelle de 13,7 °C. Le cumul annuel moyen de précipitations est de 797 mm, avec 12,6 jours de précipitations en janvier et 8,5 jours en juillet. Pour la période 1991-2020, la température moyenne annuelle observée sur la station météorologique la plus proche, située sur la commune de Steenvoorde à 14 km à vol d'oiseau, est de 11,2 °C et le cumul annuel moyen de précipitations est de 727,8 mm,. Pour l'avenir, les paramètres climatiques de la commune estimés pour 2050 selon différents scénarios d'émission de gaz à effet de serre sont consultables sur un site dédié publié par Météo-France en novembre 2022.

## Urbanisme

### Typologie
Au 1er janvier 2024, Sercus est catégorisée commune rurale à habitat dispersé, selon la nouvelle grille communale de densité à sept niveaux définie par l'Insee en 2022.
Elle est située hors unité urbaine. Par ailleurs la commune fait partie de l'aire d'attraction d'Hazebrouck, dont elle est une commune de la couronne,. Cette aire, qui regroupe 11 communes, est catégorisée dans les aires de moins de 50 000 habitants,.

### Occupation des sols
L'occupation des sols de la commune, telle qu'elle ressort de la base de données européenne d'occupation biophysique des sols Corine Land Cover (CLC), est marquée par l'importance des territoires agricoles (100 % en 2018), une proportion identique à celle de 1990 (100 %). La répartition détaillée en 2018 est la suivante : 
terres arables (100 %). L'évolution de l'occupation des sols de la commune et de ses infrastructures peut être observée sur les différentes représentations cartographiques du territoire : la carte de Cassini (XVIIIe siècle), la carte d'état-major (1820-1866) et les cartes ou photos aériennes de l'IGN pour la période actuelle (1950 à aujourd'hui).

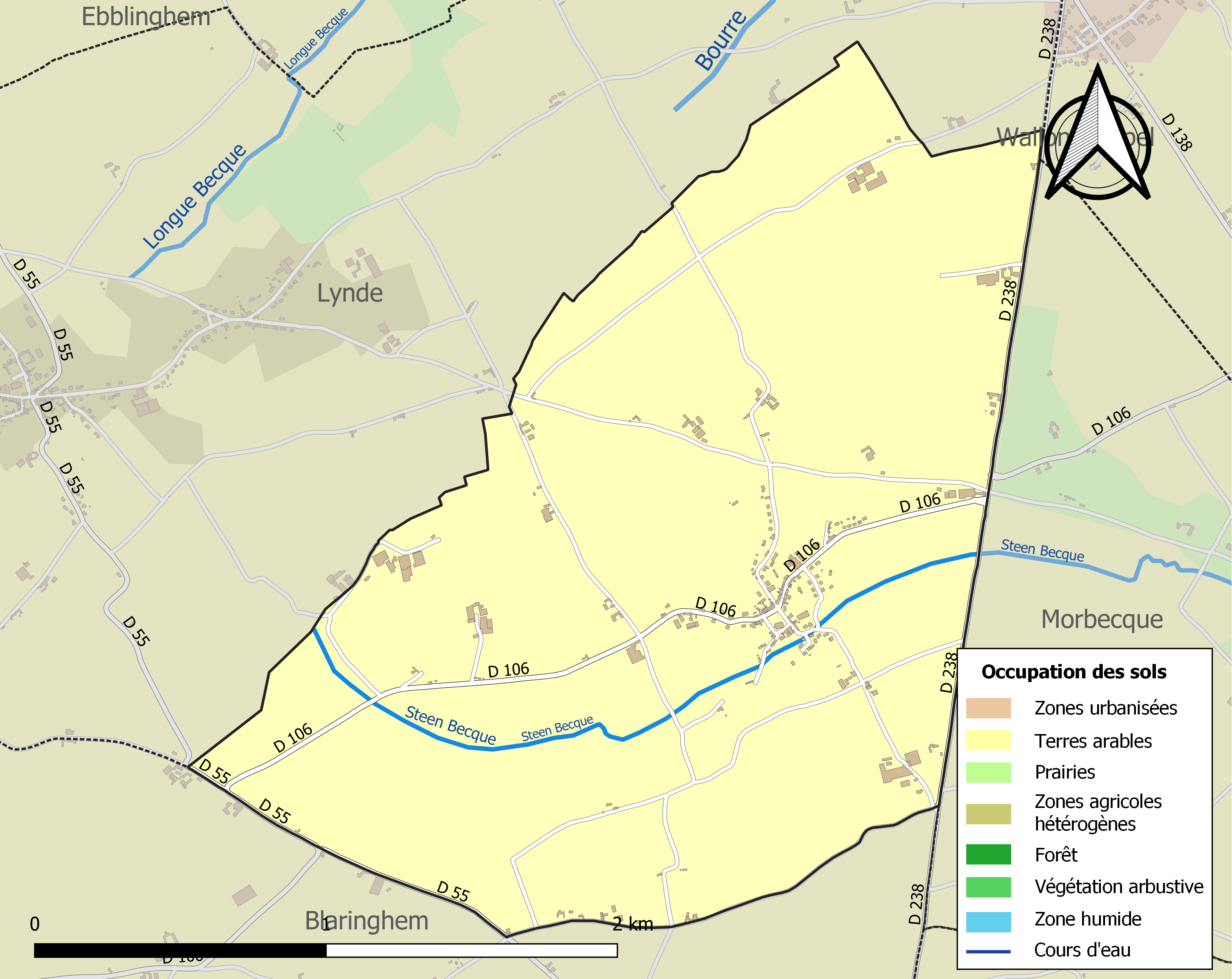
Carte des infrastructures et de l'occupation des sols de la commune en 2018 (CLC).

## Toponymie
Sarcus – Dans un acte de vente de 1240 ; Zercle – Dans un compte paroissial de 1607 ; Sercus – Dans une requête et concession de l'Evêque de St Omer ; Cerkel ou Cercude – Dans un mémoire sur une difficulté de partage concernant le terrain du presbytère entre le curé et le vicaire en 1791 ; Zercle ou Cercud – Cartes de Cassini ; Sekel – Dans une lettre de Cassel en 1791.

## Histoire
Sercus était traversée dans le passé par une voie romaine menant de Cassel à Aire-sur-la-Lys, passant par Oxelaëre, Staple, Wallon-Cappel, Thiennes et d'Aire se poursuivait vers Amiens , via Saint-Pol-sur-Ternoise, Doullens.
Avant la Révolution française, la paroisse était incluse dans le diocèse de Thérouanne, puis à la disparition de celui-ci dans le diocèse de Saint-Omer.

## Héraldique
|  | Les armes de Sercus se blasonnent ainsi : D'argent au lion contourné de sable, et un lambel à trois pendants de gueules en chef. |

## Politique et administration
Maire de 1802 à 1807 : Louis Maes,.

Maire en 1881 : Henri Justice.
| Période                                  | Période   | Identité            | Étiquette | Qualité |
| ---------------------------------------- | --------- | ------------------- | --------- | ------- |
| 1854                                     | 1854      | A. Hanotte          |           |         |
| 1883                                     | 1883      | H. Justice          |           |         |
| 1887                                     | 1894      | H. Justice          |           |         |
| 1894                                     | 1909      | Justin Courtois     |           |         |
| 1909                                     | 1961      | Léon Courtois       |           |         |
| 1961                                     | 1971      | Bernard Courtois    |           |         |
| mars 1971                                | mars 2008 | Alfred Dumont       |           |         |
| mars 2008                                | mars 2020 | Jean-Pierre Dziadek |           |         |
| mars 2020                                | En cours  | Stéphanie Fenet     |           |         |
| Les données manquantes sont à compléter. |           |                     |           |         |

## Population et société

### Démographie

#### Évolution démographique
L'évolution du nombre d'habitants est connue à travers les recensements de la population effectués dans la commune depuis 1793. Pour les communes de moins de 10 000 habitants, une enquête de recensement portant sur toute la population est réalisée tous les cinq ans, les populations de référence des années intermédiaires étant quant à elles estimées par interpolation ou extrapolation. Pour la commune, le premier recensement exhaustif entrant dans le cadre du nouveau dispositif a été réalisé en 2005.

En 2022, la commune comptait 489 habitants, en évolution de +8,67 % par rapport à 2016 (Nord : +0,51 %, France hors Mayotte : +2,11 %).
| 1793 | 1800 | 1806 | 1821 | 1831 | 1836 | 1841 | 1846 | 1851 |
| ---- | ---- | ---- | ---- | ---- | ---- | ---- | ---- | ---- |
| 583  | 552  | 576  | 574  | 584  | 578  | 552  | 511  | 514  |

| 1856 | 1861 | 1866 | 1872 | 1876 | 1881 | 1886 | 1891 | 1896 |
| ---- | ---- | ---- | ---- | ---- | ---- | ---- | ---- | ---- |
| 496  | 480  | 516  | 493  | 515  | 521  | 523  | 515  | 511  |

| 1901 | 1906 | 1911 | 1921 | 1926 | 1931 | 1936 | 1946 | 1954 |
| ---- | ---- | ---- | ---- | ---- | ---- | ---- | ---- | ---- |
| 502  | 454  | 424  | 382  | 373  | 362  | 354  | 340  | 318  |

| 1962 | 1968 | 1975 | 1982 | 1990 | 1999 | 2005 | 2006 | 2010 |
| ---- | ---- | ---- | ---- | ---- | ---- | ---- | ---- | ---- |
| 294  | 302  | 248  | 285  | 346  | 343  | 383  | 388  | 411  |

| 2015 | 2020 | 2022 | - | - | - | - | - | - |
| ---- | ---- | ---- | - | - | - | - | - | - |
| 447  | 484  | 489  | - | - | - | - | - | - |

#### Pyramide des âges
La population de la commune est relativement jeune.
En 2018, le taux de personnes d'un âge inférieur à 30 ans s'élève à 41,4 %, soit au-dessus de la moyenne départementale (39,5 %). À l'inverse, le taux de personnes d'âge supérieur à 60 ans est de 17,4 % la même année, alors qu'il est de 22,5 % au niveau départemental.
En 2018, la commune comptait 239 hommes pour 230 femmes, soit un taux de 50,96 % d'hommes, largement supérieur au taux départemental (48,23 %).
Les pyramides des âges de la commune et du département s'établissent comme suit.
| Hommes | Classe d’âge | Femmes |
| ------ | ------------ | ------ |
| 0,4    | 90 ou +      | 0,0    |
| 4,0    | 75-89 ans    | 5,5    |
| 12,6   | 60-74 ans    | 12,2   |
| 19,0   | 45-59 ans    | 16,5   |
| 21,9   | 30-44 ans    | 25,3   |
| 15,0   | 15-29 ans    | 14,3   |
| 27,1   | 0-14 ans     | 26,2   |

| Hommes | Classe d’âge | Femmes |
| ------ | ------------ | ------ |
| 0,5    | 90 ou +      | 1,4    |
| 5,3    | 75-89 ans    | 8,1    |
| 14,8   | 60-74 ans    | 16,2   |
| 19,1   | 45-59 ans    | 18,4   |
| 19,5   | 30-44 ans    | 18,7   |
| 20,7   | 15-29 ans    | 19,1   |
| 20,2   | 0-14 ans     | 18     |

## Lieux et monuments

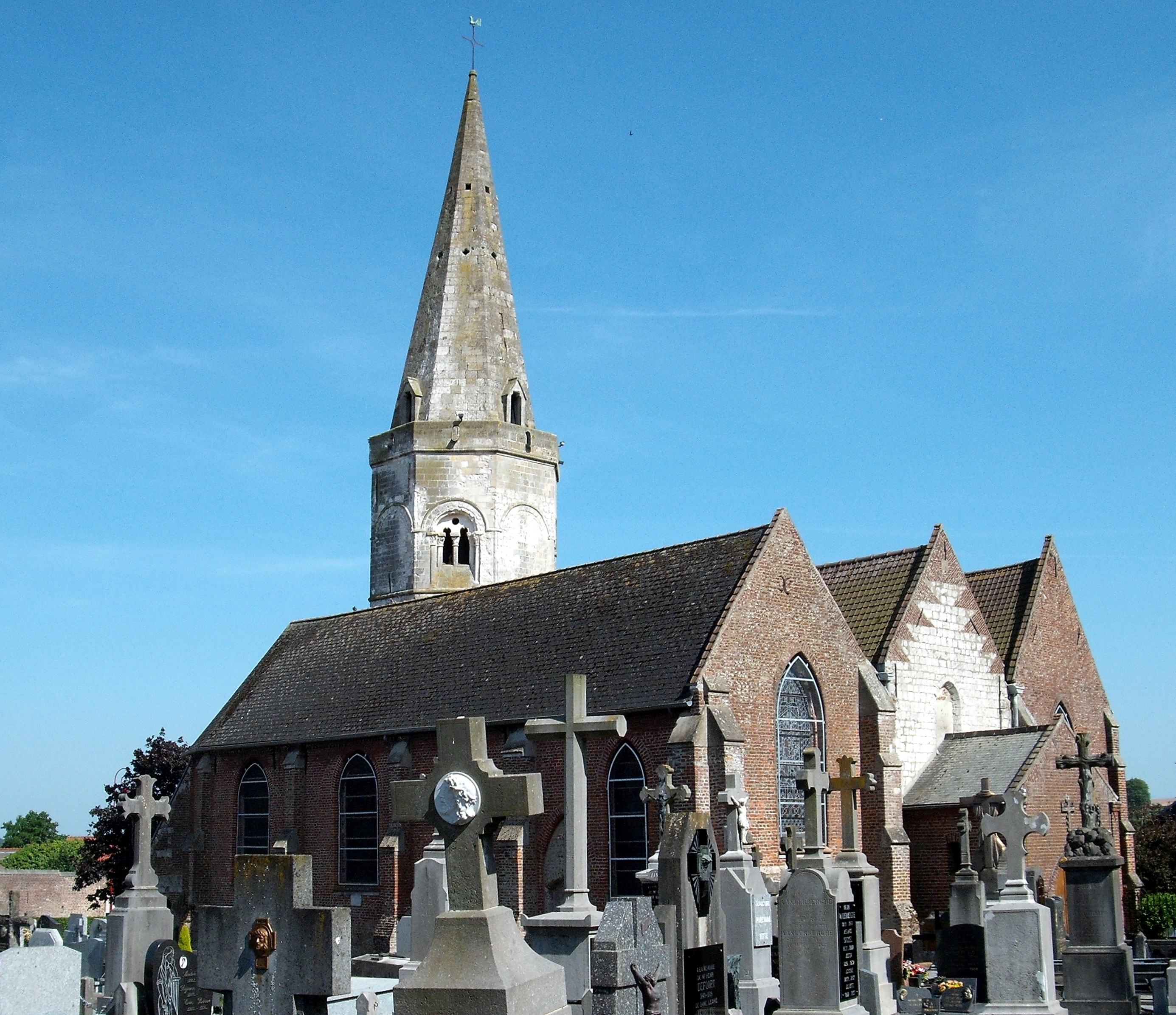
L'église Saint-Érasme

- Église Saint-Érasme. La partie la plus ancienne, le chœur et le clocher en pierre (craie), est de style roman et date du XIIe siècle. Il subsiste très peu d'exemples du style roman dans la région malgré le grand nombre qui avait été construit, ce qui fait de cette église un précieux témoignage de l'architecture locale avant le gothique. L'élégante flèche gothique également en pierre date du XIIIe siècle, sa forme et sa sobriété sont parfaitement assorties au clocher roman. Le reste de l'église est une église-halle (hallekerke) composée d'une nef à trois vaisseaux de même taille, principalement de style gothique tardif en brique et pierre, ce qui est classique dans la partie nord de la Flandre française.

Depuis 2009, Sercus fait partie du réseau Village Patrimoine, coordonné par les Pays de Flandre.

## Pour approfondir